# Чекаль, Кузьма Фомич
Кузьма́ Фоми́ч Чека́ль (1920 — 21 марта 1944 года) — красноармеец, разведчик 857-го стрелкового полка, Герой Советского Союза.

## Биография
Родился в 1920 году в селе Райгород ныне Каменского района Черкасской области. Украинец. После окончания семилетней школы работал приёмщиком вагонов на станции Шевченко. В период временной оккупации района немецко-вражескими захватчиками принимал участие в партизанском движении.
В Красной Армии и на фронте с января 1944 года.
Разведчик 857-го стрелкового полка 294-й стрелковой дивизии 52-й армии 2-го Украинского фронта красноармеец Чекаль после форсирования реки Южный Буг с группой разведчиков пробрался во вражеский тыл. Но группа преждевременно оказалась выявленной. Фашисты решили захватить разведчиков живыми. Группа вынуждена была вступить в бой. Как старший группы, Чекаль приказал разведчикам отходить, а сам с пулемётом занял выгодную позицию. Противники не выдержали прицельного огня разведчика и отступили, потеряв при этом 25 человек убитыми. Группа вернулась в расположение полка с ценными данными о противнике.
21 марта 1944 года Чекаль с группой из шести бойцов проник в село Цареград, где находился вражеский кавалерийский полк. Подкравшись к штабному блиндажу, Чекаль снял часового, ворвался в блиндаж, застрелил двух офицеров, а третьего — полковника, взял в плен. При выходе из села враг атаковал разведчиков. Чекаль отправил группу с пленным полковником к своим позициям, а сам остался прикрывать товарищей. Огнём из автомата он уничтожил нескольких противников. Когда кончились патроны, он отбивался ножом, но и сам в этом бою погиб.
Указом Президиума Верховного Совета СССР от 13 сентября 1944 года за мужество, отвагу и героизм красноармейцу Чекалю Кузьме Фомичу посмертно присвоено звание Героя Советского Союза с награждением орденом Ленина.
Похоронен в братской могиле в городе Дрокия. Его именем названа улица в селе Райгород, там же на обелиске Славы высечено его имя.